# Ärligt talat
Ärligt talat (engelska: Straight Talk) är en amerikansk komedifilm från 1992 i regi av Barnet Kellman. Huvudrollen spelas av Dolly Parton som även gjorde musiken till filmen.

## Handling
Shirlee Kenyon (Dolly Parton) får sparken för att hon pratar för mycket med kunderna på dansstudion hon jobbar på, sedan gör hon slut med sin pojkvän och hon flyttar efter det ifrån småstaden hon bor i till Chicago för att få möjligheten till ett bättre liv. Där förväxlas hon med en psykolog och tar dennes plats i ett radioprogram där hon ger råd till lyssnarnas frågor. Hon blir otroligt populär och under tiden blir hon kär i Jack (James Woods).

## Rollista i urval
- Dolly Parton - Shirlee Kenyon
- James Woods - Jack Russell
- Griffin Dunne - Alan Riegert
- Michael Madsen - Steve
- Deirdre O'Connell - Lily
- John Sayles - Guy Girardi
- Teri Hatcher - Janice
- Spalding Gray - Dr. David Erdman
- Jerry Orbach - Milo Jacoby
- Amy Morton - Ann
- Philip Bosco -  Gene Perlman
- Charles Fleischer - Tony
- Keith MacKechnie - Gordon
- Jay Thomas -  Zim Zimmerman
- Paula Newsome - Ellen
- Tracy Letts - Sean
- John Gegenhuber - kypare

## Musik i filmen
- "Blue Grace", skriven och framförd av Dolly Parton
- "Light of a Clear Blue Morning", skriven och framförd av Dolly Parton
- "Dirty Job", skriven och framförd av Dolly Parton
- "Blue Me", skriven och framförd av Dolly Parton
- "Straight Talk", skriven och framförd av Dolly Parton
- "Fish Out of Water", skriven och framförd av Dolly Parton
- "Burning", skriven av Dolly Parton och Bill Owens framförd av Dolly Parton
- "Livin a Lie", skriven och framförd av Dolly Parton
- "You Thought I Couldn't Dance", skriven och framförd av Dolly Parton
- "Burning to Burned", skriven av Dolly Parton och Bill Owens framförd av Dolly Parton